# برند اشنایدر (راننده مسابقه)
برند اشنایدر (آلمانی: Bernd Schneider؛ زادهٔ ۲۰ ژوئیهٔ ۱۹۶۴ در سنکت اینگبرت) رانندهٔ مسابقات اتومبیل‌رانی اهل آلمان است که از فصل ۱۹۸۸ تا ۱۹۹۰ در مجموع در ۳۴ گراند پری از مسابقات جهانی فرمول یک شرکت کرد، اما موفق به کسب هیچ امتیازی نشد.